# Resolution 2735 des UN-Sicherheitsrates
Die Resolution 2735 des UN-Sicherheitsrates wurde am 10. Juni 2024 auf der 9650. Sitzung des UN-Sicherheitsrates mit 14 Stimmen ohne Gegenstimme angenommen, mit einer Enthaltung (Russland). Der Sicherheitsrat begrüßt darin den neuen Vorschlag für die Waffenruhe in Gaza und fordert nachdrücklich seine vollständige Umsetzung.

## Vorgeschichte
Am 31. Mai 2024 hatte Joe Biden einen Friedensplan für den Gazastreifen vorgestellt, der angeblich von Israel vorgeschlagen wurde.
Demnach soll es in drei Phasen zu einem dauerhaften Frieden kommen:
- Phase 1:
  - vollständige Waffenruhe
  - Rückzug der israelischen Streitkräfte aus den bewohnten Gebieten in Gaza
  - Freilassung einiger Geiseln und Übergabe der sterblichen Überreste mancher getöteten Geiseln
  - Palästinensische Zivilisten können in ihre Häuser in Gaza zurückkehren
  - umfassende humanitäre Hilfe
- Phase 2:
  - permanentes Ende der Feindseligkeiten
  - Austausch aller noch lebender Geiseln
  - Rückzug der israelischen Streitkräfte aus Gaza
- Phase 3:
  - umfangreicher Wiederaufbauplan für Gaza
  - Übergabe der letzten sterblichen Überreste der getöteten Geiseln an ihre Familien

## Resolution
Die Resolution beschreibt den Drei-Phasen-Plan, geht davon aus, dass Israel ihn bereits angenommen hat und fordert, dass auch die Hamas ihn annimmt.
Die Waffenruhe soll während der Verhandlungen aufrechterhalten werden, bis Phase 2 beginnt.
Jeder Versuch einer demografischen oder territorialen Veränderung des Gazastreifens, darunter jegliche Maßnahmen zur Verringerung des Hoheitsgebiets Gazas, wird abgelehnt.
Die Resolution bekräftigt das unerschütterliche Bekenntnis zu der Vision der Zwei-Staaten-Lösung, bei der Israel und Palästina Seite an Seite in Frieden innerhalb sicherer und anerkannter Grenzen leben. Es wird betont, wie wichtig es ist, den Gazastreifen und das Westjordanland unter der Palästinensischen Behörde zu vereinigen.

## Reaktionen
Die Hamas gab bekannt, dass sie die UN-Resolution annehmen werde und zu Verhandlungen der Einzelheiten bereit sei. Es sei nun Aufgabe der USA dafür zu sorgen, dass auch Israel den Krieg beendet.
Der EU-Außenbeauftragte Josep Borrell erklärte, die Europäische Union rufe zur sofortigen Umsetzung des Plans auf. Die Staatengemeinschaft unterstütze den von Biden vorgelegten umfassenden Vorschlag uneingeschränkt.